# Clodagh Rodgers
Clodagh Rodgers (pronunciado ˈ: kloʊdə ˈrɒdʒrz) (Ballymena, Irlanda del Norte, Reino Unido, 5 de marzo de 1947-18 de abril de 2025) fue una cantante y actriz norirlandesa.

## Carrera
Clodagh Rodgers nació en Ballymena y comenzó su carrera profesional cantando a los 13 cuando fue escuchada por Michael Holliday. Su padre, la ayudó a firmar con la discográfica Decca en 1962. Grabó 4 sencillos antes de fichar por la EMI's Columbia en 1965, donde 'Cloda Rogers' grabó en 1966 el tema "Stormy Weather" y "Lonely Room". A pesar de que ninguno de sus sencillos alcanzó las listas de éxito UK Singles Chart, Rodgers se convirtió en una cara popular en la televisión británica y apareció en películas musicales como Just for Fun y It's All Over Town. En noviembre de 1963 viajó a Nashville, Tennessee invitada por el cantante Jim Reeves, para actuar en el Grand Ole Opry. En 1971 fue elegida como la representante del Reino Unido en el Festival de Eurovisión 1971, con la canción "Jack in the Box", canción con la que terminó en cuarto lugar. Posteriormente siguió grabando discos con diferentes discográficas.

## Discografía

### Sencillos[4]
- 1962 "Believe Me I'm No Fool" / "End Of The Line" (Decca F11534)
- 1963 "Sometime Kind Of Love" / "I See More Of Him" (Decca F11607)
- 1963 "To Give My Love To You" / "I Only Live To Love You" (Decca F11667)
- 1964 "Mister Heartache" / "Time" (Decca F11812)
- 1965 "Wanting You" / "Johnny Come Home" (Columbia DB7468)
- 1966 "Every Day Is Just The Same" / "You'll Come A Running" (Columbia DB7926)
- 1966 "Stormy Weather" / "Lonely Room" (Columbia DB8038)
- 1968 "Room Full Of Roses" / "Play The Drama to The End" (RCA 1684)
- 1968 "Rhythm Of Love" / "River Of Tears" (RCA 1748)
- 1969 "Come Back And Shake Me" / "I Am A Fantasy" (RCA 1792) - UK Number 3
- 1969 "Goodnight Midnight" / "Together" (RCA 1852) UK Number 4
- 1969 "Biljo" / "Spider" (RCA 1891) UK Number 22
- 1970 "Everybody Go Home The Party's Over" / "Joseph I'm Calling You" (RCA 1930) UK Number 47
- 1970 "Tangerines Tangerines" / "Wolf" (RCA 1966)
- 1971 "Jack in the Box" / "Someone To Love Me" (RCA 16066) UK Number 4
- 1971 "Lady Love Bug" / "Stand by Your Man" (RCA 2117) UK Number 28
- 1972 "It's Different Now" / "Take Me Home" (RCA 2192)
- 1972 "You Are My Music" / "One Day" (RCA 2298)
- 1973 "Carolina Days" / "Loving You" (RCA 2355)
- 1973 "That’s The Way I've Always Heard It Should Be" (RCA 5248)
- 1974 "Get It Together" / "Take Me Home" (RCA 5008)
- 1974 "Saturday Sunday" / "Love Is" (PYE 7N 45387)
- 1977 "Save Me" / "Sleepyhead" (Polydor 2058804)
- 1977 "Put It Back Together" / "Lay Me Down" (Polydor 2058887)
- 1977 "Incident At The Roxy" (Polydor 2058864)
- 1977 "Loving Cup" / "Morning Comes Quickly" (Polydor 2058934)
- 1978 "Love Is Deep Inside Of Me" / "Candlelight" (Polydor 2058997)
- 1980 "I Can't Afford That Feeling Anymore" / "My Simple Heart" (Precision 109)
- 1980 "Person To Person" / "My Simple Heart" (Precision 119)
- 1999 "Shake Me" (Mint Royale ft. Clodagh Rodgers) (FHCD010)

### Álbumes[4]
- 1969 Clodagh Rodgers - (RCA SF8033) - UK Number 27
- 1969 Midnight Clodagh' - (RCA SF8071)
- 1971 Rodgers And Heart - (RCA Victor SF8180)
- 1971 Clodagh Rodgers (Compilation) - (RCA Camden CDS1094)
- 1972 It's Different Now - (RCA SF8271)
- 1973 You Are My Music - (RCA SF8394)
- 1973 Come Back And Shake Me (Compilation) - (RCA International 1434)
- 1977 Save Me - (Polydor Super 2383473)
- 1996 You Are My Music - The Best Of Clodagh Rodgers (Compilation CD) - (BMG Camden BM830)
- 1997 The Masters (Compilation CD) - (Eagle EACD076)